# هيرمان بيرنهارد رامكي
هيرمان بيرنهارد رامكي (24 يناير 1889)   - 4 يوليو 1968) كان جنرال ألماني لقوات المظليين أثناء الحرب العالمية الثانية. قاد وحدات في جزيرة كريت وشمال إفريقيا وإيطاليا والاتحاد السوفيتي وفرنسا، واستولت عليها القوات الأمريكية في ختام معركة بريست في سبتمبر 1944. تلقى وسام الفارس الصليبي الحديدي مع أوراق البلوط والسيوف والماس، وهو واحد من 27 شخصًا فقط في الجيش الألماني النازي.
كان رامكي نازيًا متحمسًا ارتكب جرائم حرب. بعد القتال في جزيرة كريت عام 1941، أمر رجاله بمهاجمة المدنيين. في عام 1951، أدين رامكي بارتكاب جرائم حرب ضد المدنيين الفرنسيين خلال معركة بريست، لكن تم إطلاق سراحه بعد ثلاثة أشهر من السجن. خلال خمسينيات القرن العشرين كان قومياً بارزاً ودعم الحركات اليمينية المتطرفة.

## الحرب العالمية الأولى
ولد رامكي في عام 1889، وانضم إلى البحرية الإمبراطورية الألمانية في عام 1905 وخدم خلال الحرب العالمية الأولى. قاتل رامكه في الغرب مع مشاة البحرية، وخاصة في منطقة فلاندرز. في عام 1916، تم تزيينه بالدرجة الثانية من الصليب الحديدي وبعدها بالدرجة الأولى منه. بعد عمل دفاعي ضد ثلاثة هجمات بريطانية، تم تزيينه بصليب الاستحقاق الذهبي البروسي، وهو أعلى وسام لضباط الصف في القوات الإمبراطورية الألمانية.
في عام 1919 حارب رامكي ضد القوات البلشفية في منطقة البلطيق كعضو في «الجيش الروسي الغربي»، ويتألف معظمهم من قدامى المحاربين الألمان. بقي رامكي في الرايخويهر خلال فترة جمهورية فايمار. واصل العمل في فيرماخت الجديد، حيث حصل على رتبة أوبرسلوبمينت في عام 1937. 

## الحرب العالمية الثانية

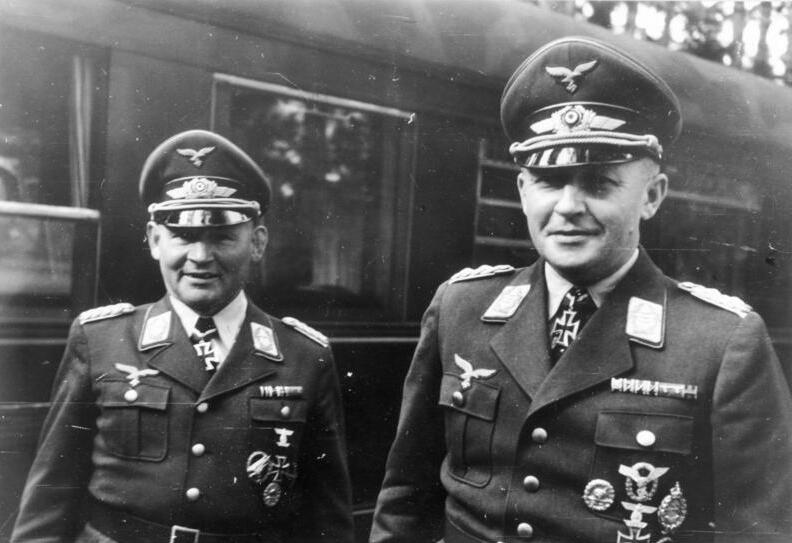
رامكي (يسار) وشتودت عام 1941.

في 19 يوليو 1940، تم نقل رامكي إلى فرقة المظليين الأولى تحت قيادة الجنرال كورت شتودنت وتمت ترقيته إلى رتبة أوبريست.  في سن 51، أكمل بنجاح دورة تأهيل المظليين.  في مايو 1941، عمل مع فرقة Stab، ساعد في التخطيط وشارك أيضًا في عملية كريت، الهجوم الجوي على جزيرة كريت. أستولت القوات تحت قيادته على المطار. بعد الانتصار الباهظ في جزيرة كريت، تشكلت بقية وحدات المظليين في لواء مخصص، وتم إعطاء الأوامر لرامكي. تمت ترقيته لرتبة جنرال مايجور في 22 يوليو 1941. أثناء تواجده في جزيرة كريت، أمر رامكي رجاله بمهاجمة المدنيين في القرى التي عُثر فيها على جثث المشاة الألمانية.
في عام 1942، تم إرسال وحدة رامكي، المعروفة لاحقًا باسم لواء المظليين رامكي، إلى شمال إفريقيا للانضمام إلى الفيلق الأفريقي تحت إرفين رومل. أثناء انسحاب الفيلق الأفريقي، حوصر اللواء. وبدلاً من الاستسلام، قاد رامكي قواته من الفخ البريطاني وتوجه غربًا، وخسر نحو 450 رجلًا في هذه العملية. سرعان ما استولوا على عمود الإمداد البريطاني الذي لم يوفر الشاحنات فحسب، ولكن أيضًا المواد الغذائية والتبغ والكماليات الأخرى. حوالي 600 من الوحدة انضموا لاحقًا إلى الفيلق الأفريقي في أواخر نوفمبر 1942. تم إرسال رامكي إلى ألمانيا، حيث حصل على أوراق البلوط لـ فارس الصليب من قبل أدولف هتلر شخصيًا. 
تقلد في عام 1943 رامكي رتبة جينيرال لوتنانت وتولى قيادة فرقة المظليين الثانية ونقل إلى إيطاليا.  عندما وقعت إيطاليا الهدنة مع الحلفاء في 8 سبتمبر 1943، شاركت الفرقة في عملية آش للاستيلاء على البلاد. قاد رامكي فرقته في هجوم على وحدات الجيش الإيطالي بالقرب من روما، واستولى على المدينة بعد يومين. أصيب بجروح خطيرة عندما اصابت طائرة إيطالية سيارته على الطريق، وتم نقله إلى ألمانيا. 
أيضا في عام 1943، أكمل رامكي مذكرات بعنوان من صبي المقصورة إلى المظلي العام. تم نشر هذا الكتاب من قبل فرانز إير ناخفولجر، مطبعة الحزب النازي، وأمر وزير الدعاية جوزيف غوبلز جميع رؤساء البلديات الألمان بشراء نسخة. تم بيع ما مجموعه 400000 نسخة من الكتاب، مما أثرى رامكي وكذلك هتلر، الذي كان يمتلك حصة كبيرة من الناشر.
عاد رامكي إلى الخدمة في منتصف فبراير 1944. في هذا الوقت، تم نشر فرقة المظلات الثانية في الجبهة الشرقية حيث كانت تتراجع. سرعان ما مرض رامكي، وعاد إلى ألمانيا في 17 مارس. انضم إلى الفرقة، التي كانت تتمركز الآن بالقرب من كولونيا، في 5 أو 6 مايو. 

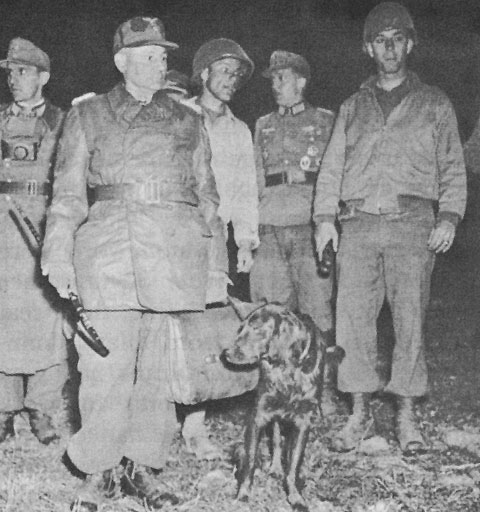
رامكي بعد أن أسرته قوات الجيش الأمريكي في 19 سبتمبر 1944

بعد هبوط الحلفاء إنزال النورماندي في 6 يونيو، تم إرسال فرقة المظلات الثانية إلى منطقة بريتاني في فرنسا، وتولى مواقع دفاعية في بريست. في أعقاب عملية كوبرا هاجم فيلق الميجور جنرال تروي هـ. ميدلتون الثامن منطقة بريتاني. تراجعت القوات الألمانية إلى منطقة بريست، وتولى رامكي قيادة الحامية، المعروفة الآن باسم بريستنج بريست. قائد حوالي 30,000 جندي ألماني خلال معركة بريست، أمر رامكي من قبل هتلر للقتال حتى آخر رجل. لقد كان مصممًا على تنفيذ هذا الأمر، وبرر القيام بذلك على أساس أن استمرار المقاومة في بريست سيحول دون تقدم قوات الحلفاء نحو ألمانيا. قبل بدء المعركة، أخلى رامكي أعدادًا كبيرة من المدنيين الفرنسيين من بريست. نشر رامكي المظليين لتعزيز المناصب التي تشغلها وحدات سيئة التدريب والتجهيز، بما في ذلك فرقة المشاة 343، التي شكلت معظم الحامية. كما أمر بتدمير جميع المنشآت في بريست التي يمكن أن تستخدمها قوات الحلفاء لأي غرض من الأغراض. بدأت معركة بريست في 21 أغسطس. بعد قتال عنيف، اخترقت قوات الجيش الأمريكي دفاعات بريست بحلول 13 سبتمبر. في ذلك اليوم، أرسل ميدلتون رسالة إلى رامكي أقترح فيها تسليم الحامية «بشرف»، لكنه رفض العرض.  بعد علمه بقرار رامكي، أمر ميدلتون رجاله «بهجوم». وصف المؤرخ ديريك ر. ماليت تصرفات رامكي أثناء معركة بريست بأنها «متعصبة».
استسلم معظم الجنود الألمان الباقين على قيد الحياة في 18 سبتمبر، لكن رامكي حاول الفرار من المدينة. قاد رامكي ما وصفه التاريخ الرسمي للجيش الأمريكي بأنه «مجموعة من المتشائمين»، والتي اضطرت إلى الاستسلام في 19 سبتمبر.  كانت مسيرة رامكي غير عادية لأنه خدم في الفروع الثلاثة للقوات المسلحة الألمانية.

## ما بعد الحرب
بعد أسره، تم استجوابه من قبل ضابط أمريكي. خلال هذا الاستجواب، أعرب عن دعمه القوي للحزب النازي، وادعى أن ألمانيا كانت «أمة بريئة نظيفة أخطأت بحقها الدول الأخرى» وأنه بعد الحرب كان يعد أبنائه لمساعدة ألمانيا على النهوض مرة أخرى. اعتبر الضابط الأمريكي أن رامكي كان «مغرورًا ونازيًا متعصبا» و«مؤمنًا راسخًا بهتلر ويميل بشدة إلى الحزب [النازي]». ثم تم نقل رامكي إلى منشأة ترينت بارك لكبار الضباط الألمان الأسرى في لندن. كما اعتبره الضباط البريطانيون الذين أداروا المنشأة أحد أكثر المؤيدين للحزب النازي صوتًا. ذكر تقرير تم إعداده عن رامكي أنه «إذا كان هناك شيء مثل قائمة الرجال الخطرين بشكل خاص الذين يجب إبقاؤهم تحت المراقبة [بعد الحرب]، فيجب أن يتأهل الجنرال ؤامكي كأحد المرشحين الأوائل». أثناء تواجده في Trent Park ، تفاخر رامكي بتدمير بريست في محادثة مع فون تشولتز، القائد الأخير لباريس التي أحتلتها ألمانيا. يعتقد فون تشولتز أن تصرفات رامك تشكل جريمة حرب.

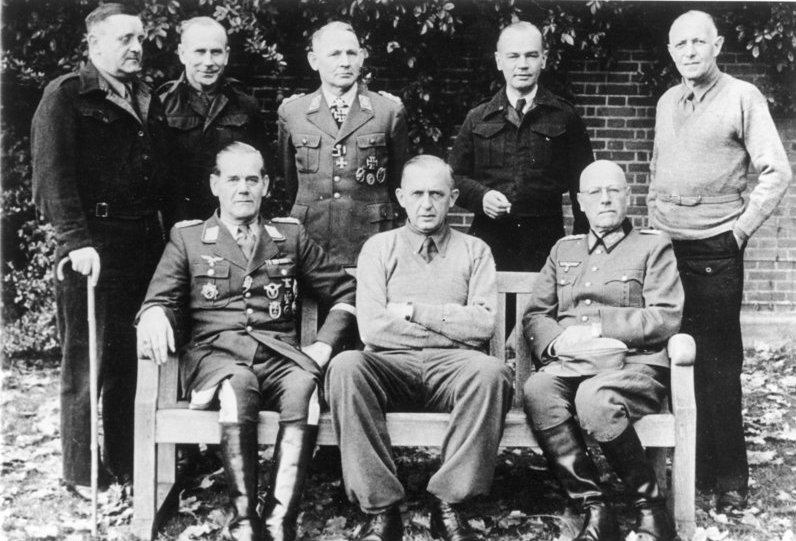
رامكي في ترينت بارك

تم نقل رامكي لاحقًا إلى الولايات المتحدة كأسير حرب. في 1 يناير 1946 هرب لفترة وجيزة من معسكر كلينتون في ميسيسيبي لنشر رسائل احتجاجية على حملات الدعاية الأمريكية وسحب التبغ وغيرها من المواد الفاخرة من الأسرى إلى بايرون برايس، مدير مكتب الرقابة، والسيناتور جيمس إيستلاند. بعد أن علمت سلطات المخيم بهروب رامكي، نُقل إلى معسكر شيلبي في ميسيسيبي واحتُجز في الحبس الانفرادي على نظام غذائي من الخبز والماء لمدة أربعة أيام.
عاد رامكي إلى أوروبا في مارس 1946. بعد فترة وجيزة في بلجيكا، تم نقله إلى قفص لندن. كتبت المؤرخة هيلين فراي أنه كان يعتبر في هذا الوقت «رجلاً سيئًا متفجّرًا يسعى إلى إلقاء اللوم على الآخرين على جرائم النظام». خلال استجوابه في لندن كيج، تراجع عن الادعاءات بأن الجنود النيوزيلنديين، بمن فيهم أفراد الماوريون، ارتكبوا فظائع خلال القتال في كريت والتي وردت في مذكراته التي كتبها أثناء وجوده في حجز القوات الأمريكية. تم نقل رامكي في وقت لاحق إلى معسكر في لونبورغ وقدم أدلة في محاكمة شتودت لجرائم الحرب. كان غاضبا جدا عندما أدين شتودت.
من عام 1946، احتجز رامكي في الحجز الفرنسي في انتظار محاكمته على جرائم الحرب المتعلقة بالقتال في بريست. ومن بين الجرائم التي اتُهم بارتكابها إعدام مدنيين فرنسيين ونهب الممتلكات المدنية والتدمير المتعمد للمنازل المدنية.  بعد احتجازه لمدة 57 شهرًا، هرب إلى ألمانيا لرؤية عائلته، لكنه استسلم بعد ذلك بوقت قصير. بعد المحاكمة، أُدين في 21 مارس 1951، وحُكم عليه بالسجن لمدة خمس سنوات وستة أشهر. وقد أُفرج عنه بعد ثلاثة أشهر من السجن إما بسبب عمره أو بسبب احتجازه بالفعل في الأسر الفرنسية لمدة خمس سنوات قبل صدور الحكم.
وبعد خروجه من الأسر لمدة تقارب سبع سنوات، أصبح ينظر إليه على أنه قومي من قبل زملائه الجنرالات وبدعم الحركات اليمينية المتطرفة مثل ناومان-كريس في ألمانيا. خلال خطاب ألقاه في اجتماع لجمعية قدامى المحاربين الألمان في يوليو 1951، انتقد رامكي ما زعمه تشويه الحلفاء للجنود الألمان السابقين، ودعا إلى إطلاق سراح «ما يسمى مجرمي الحرب».  في اجتماع حاشد للمحاربين القدامى في أكتوبر 1952، ألقى رامكي خطابًا طويلًا ينتقد الحلفاء الغربيين، ادعى خلاله أنهم مجرمو الحرب الحقيقيون.
في نوفمبر 1952، أخبر رامكي مجموعة من رجال إس إس السابقين الذين حضروا اجتماع هياج بأنهم يجب أن يكونوا فخورين بإدراجهم في القائمة السوداء، في حين ذكروا أن قائمتهم السوداء في المستقبل ستُعتبر بدلاً من ذلك «قائمة شرف».  تسببت تصريحات رامكي في غضب في ألمانيا. حتى الجنرال السابق فيليكس شتاينر نأى بنفسه عنه. كان كونراد أديناور غاضبًا للغاية من تصريحات رامكي، حيث وجه توماس توماس ديلر، وزير العدل الاتحادي الألماني، للتحقيق في إمكانية مقاضاة رامكي. وصف أديناور بشكل علني تصريحات رامكي بأنها «غير مسؤولة» وسلوكه المرتبط بـ «الحماقة» - رد الفعل ربما يكون سببًا لأن حكومة أديناور بذلت جهودًا كبيرة للحصول على الإفراج المبكر عن رامكي من السجن الفرنسي. 
جادل رامكي وأنصاره أن القصد من أفعاله بعد الحرب هو السعي مرة أخرى لحماية رجاله، سواء لحفظ سمعتهم ومستقبلهم.  نشر رامكي سيرتين، واحدة خلال الحرب والآخرى في عام 1951. توفي في عام 1968.

## جوائز
- الصليب الحديدي البروسي لعام 1914 من الدرجة الثانية في 17 أبريل 1916 والصف الأول في 27 يناير 1917 [28]
- المشبك الصليب الحديدي لعام 1939 من الدرجة الثانية في 1 أكتوبر 1939 والصف الأول في 23 مايو 1941
- صليب الفارس من الصليب الحديدي بأوراق البلوط والسيوف والماس
  - Knight's Cross في 21 أغسطس 1941 بصفته أوبرست وقائدًا لفوج فولشيرجيرجر شتورم-فوج [29]
  - 145 البلوط أوراق على 13 نوفمبر 1942 كما جنرال مايجور وقائد Fallschirmjäger-اللواء «رامكي»
  - السيوف 99 في 19 سبتمبر 1944 كجنرال دير فولشيرميتروب وقائد قلعة بريست
  - 20th Diamonds في 19 سبتمبر 1944 كجنرال دير فولشيرميتروب وقائد قلعة بريست

## أعمال
- Vom Ritterkreuzträger zum Angeklagten . Nation-Europa-Verlag ، كوبورغ 2001. ISBN   3-920677-57-9 .
- فولشيرجيرجير . Schütz ، Preußisch Oldendorf 1973.
- Fallschirmjäger، damals und danach . لورش، فرانكفورت أم 1951.
- Vom Schiffsjungen zum Fallschirmjäger-General . Verlag Die Wehrmacht ، برلين 1943.

### اقتباسات
1. ↑  TracesOfWar | Hermann Bernhard Ramcke، QID:Q98839586
2. 1 2  Williamson 2006, p. 49.
3. 1 2 3 4  Quarrie 2005, p. 13.
4. 1 2 3 4 5  Mitcham 2009, pp. 182–184.
5. ↑  Mallett 2013, p. 41
6. ↑  Mallett 2013, p. 42
7. ↑  Mallett 2013, p. 45
8. ↑  Bllumenson 1961, p. 655
9. ↑  Bllumenson 1961, pp. 641, 648
10. ↑  Mallett 2013, p. 43
11. ↑  Bllumenson 1961, p. 649
12. ↑  Bllumenson 1961, p. 652
13. ↑  Fellgiebel, Walther-peer, Elite of the Third Reich, Helion & Co, West Midlands, UK, 2004, p. 34
14. ↑  Williamson and McGregor 2006, p. 48.
15. ↑  Mallett 2013, p. 44
16. 1 2  Hellwinkell 2014, p. 158
17. ↑  Mallett 2013, pp. 128-129
18. ↑  Mallett 2013, p. 129
19. ↑  Mallett 2013, p. 174
20. ↑  Fry 2017, p. 119
21. 1 2  Mallett 2013, p. 175
22. ↑  www.bundesarchiv.de نسخة محفوظة 23 سبتمبر 2015 على موقع واي باك مشين.
23. ↑  Rabble-Rousing General Is Worrying the Allies, Ottawa Citizen 1952 article نسخة محفوظة 30 أكتوبر 2018 على موقع واي باك مشين.
24. ↑  Hitler's Guard Cheers Ex-chief, Sarasota Herald-Tribune 1952 article نسخة محفوظة 30 أكتوبر 2018 على موقع واي باك مشين.
25. ↑  Frei, p. 383.
26. ↑  Google books reproduction of Frei, p. 383 نسخة محفوظة 1 فبراير 2014 على موقع واي باك مشين.
27. ↑  Searle 2003, p. 164.
28. ↑  Thomas 1998, p. 182.
29. ↑  Scherzer 2007, p. 612.

## روابط خارجية
- هيرمان بيرنهارد رامكي على موقع مونزينجر (الألمانية)

- رسالة Ramcke إلى بايرون برايس

| مناصب عسكرية                   | مناصب عسكرية                                                           | مناصب عسكرية                       |
| ------------------------------ | ---------------------------------------------------------------------- | ---------------------------------- |
| سبقه none                      | Commander of لواء المظليين رامكي 1 April 1942 – 30 November 1942       | تبعه Oberst Hans Kroh              |
| سبقه none                      | Commander of فرقة المظليين الثانية 2 February 1943 – 13 September 1943 | تبعه Generalmajor Walter Barenthin |
| سبقه Generalleutnant Hans Kroh | Commander of فرقة المظليين الثانية 1 June 1944 – 11 August 1944        | تبعه Generalleutnant Hans Kroh     |